# Köln–Aachen nagysebességű vasútvonal
A Köln–Aachen nagysebességű vasútvonal egy normál nyomtávolságú, 70 km hosszú, 15 kV, 16,7 Hz-cel villamosított, kétvágányú nagysebességű vasútvonal Németországban Köln és Aachen között. A vonalon közlekednek a Thalys motorvonatok Belgium felé. Ez a vasútvonal volt Európa első nemzetközi vasútvonala.

## Állomások galériája

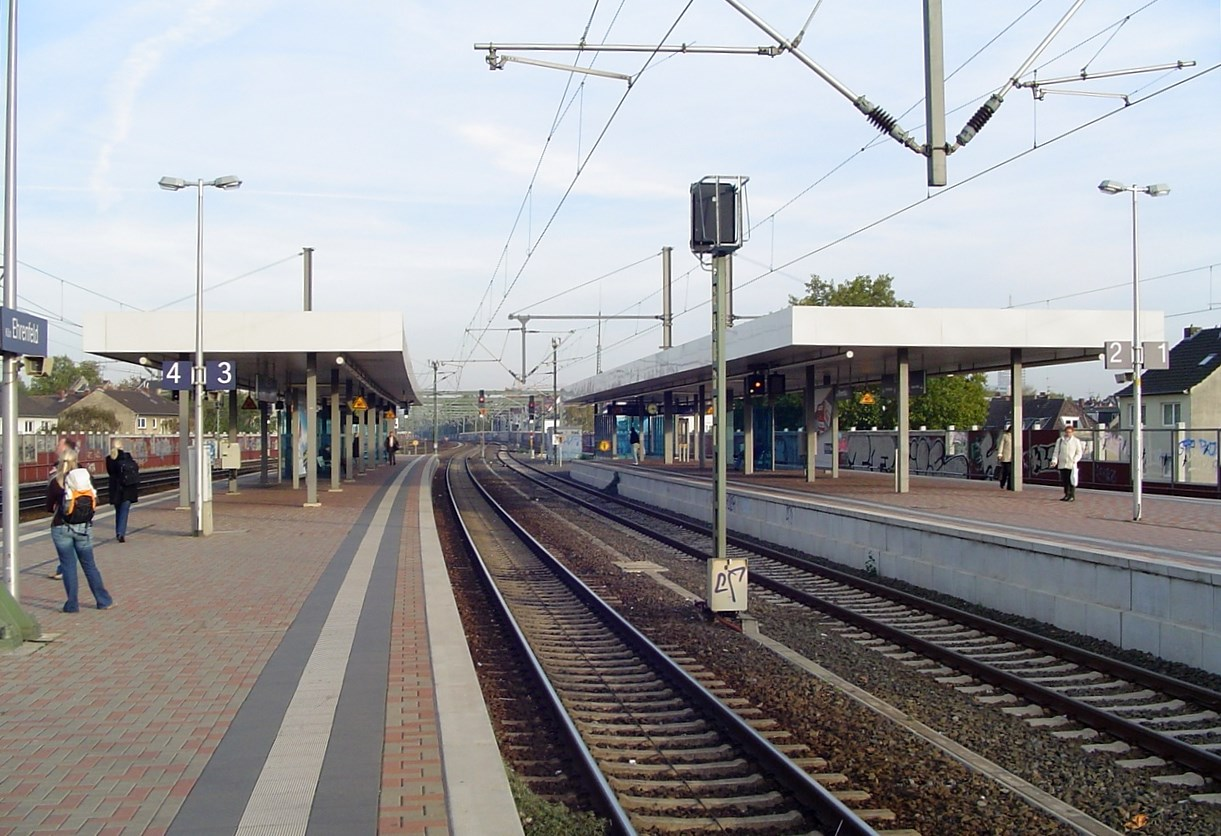
Köln-Ehrenfeld
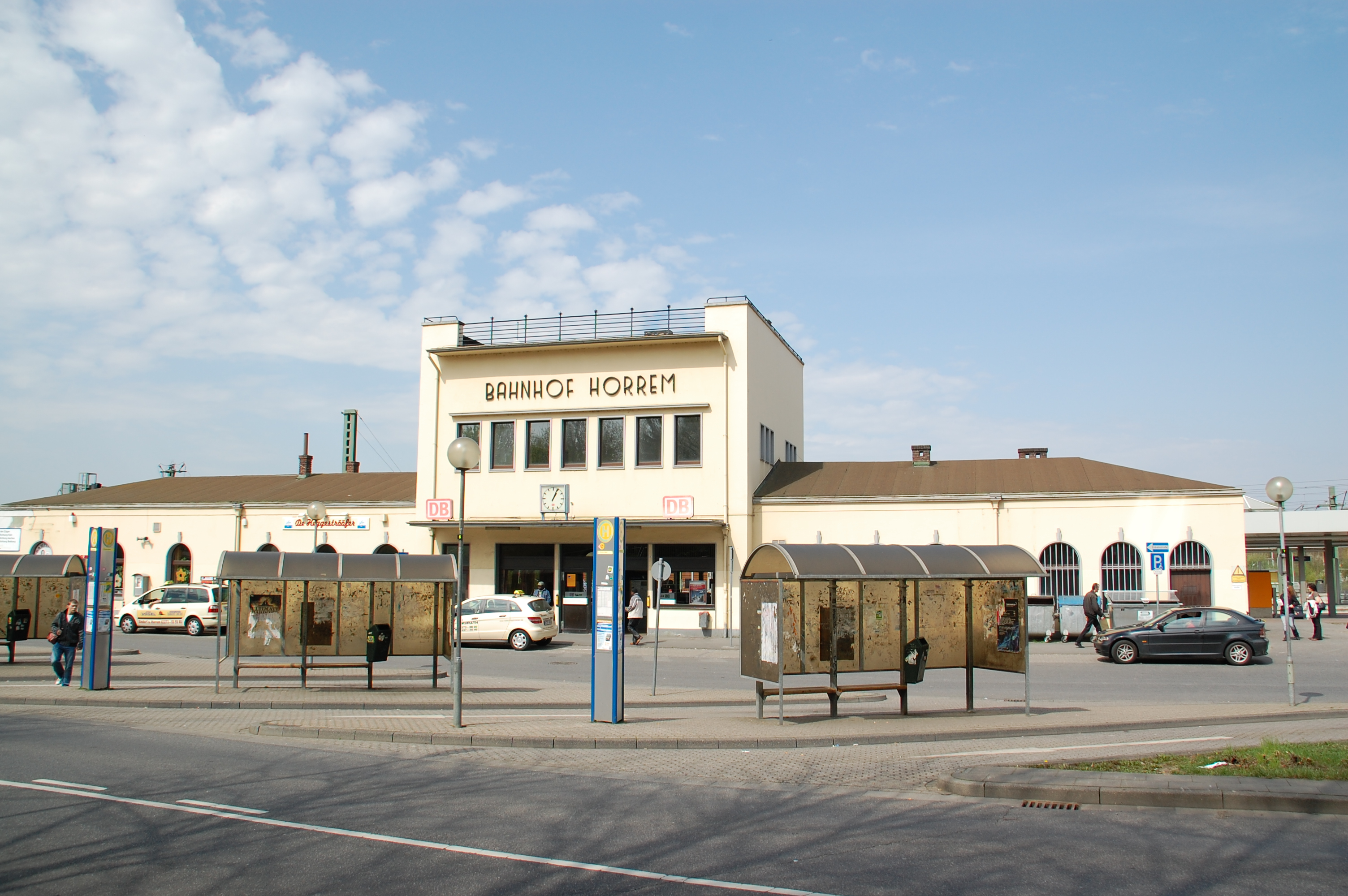
Horrem
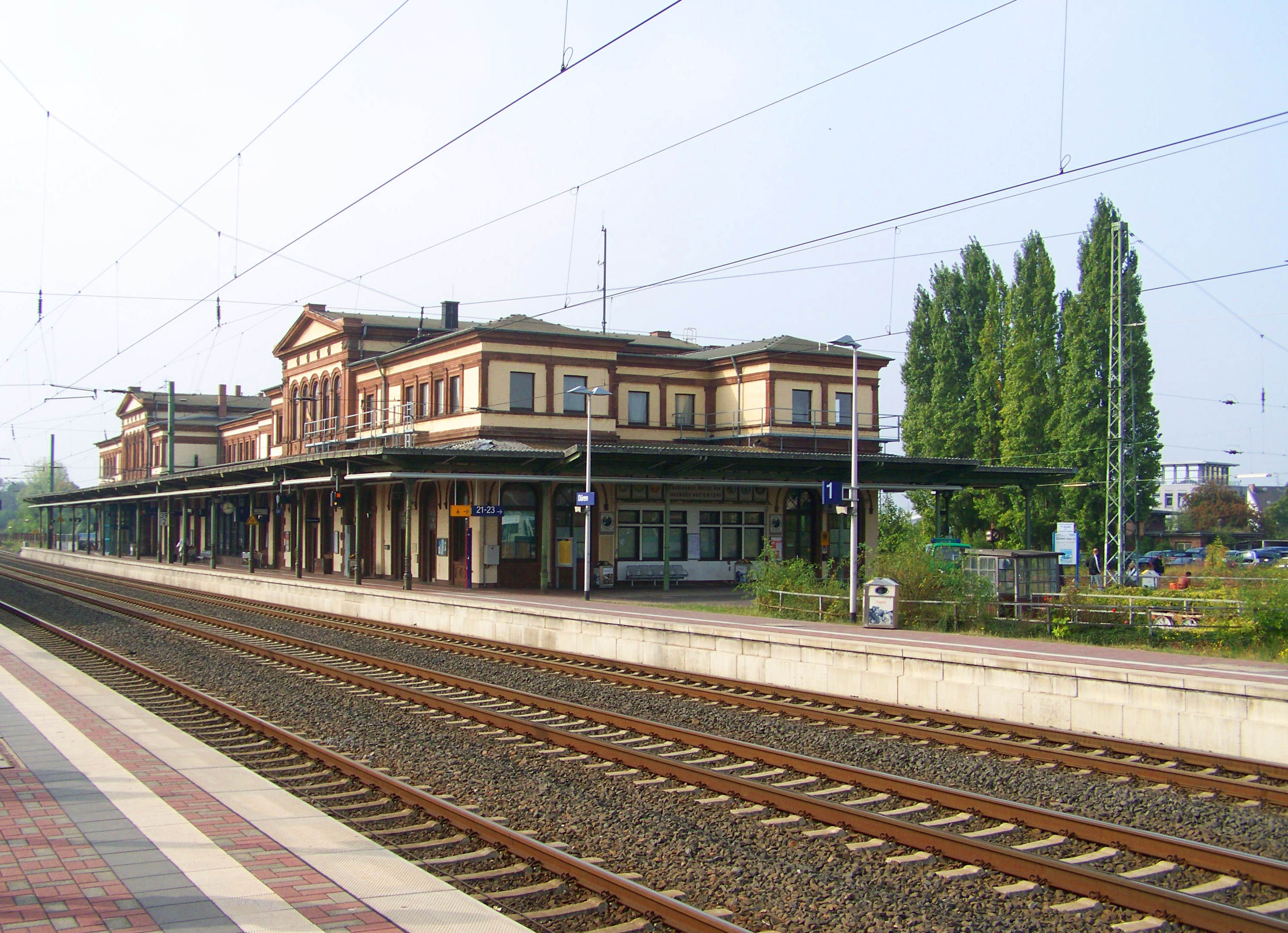
Düren
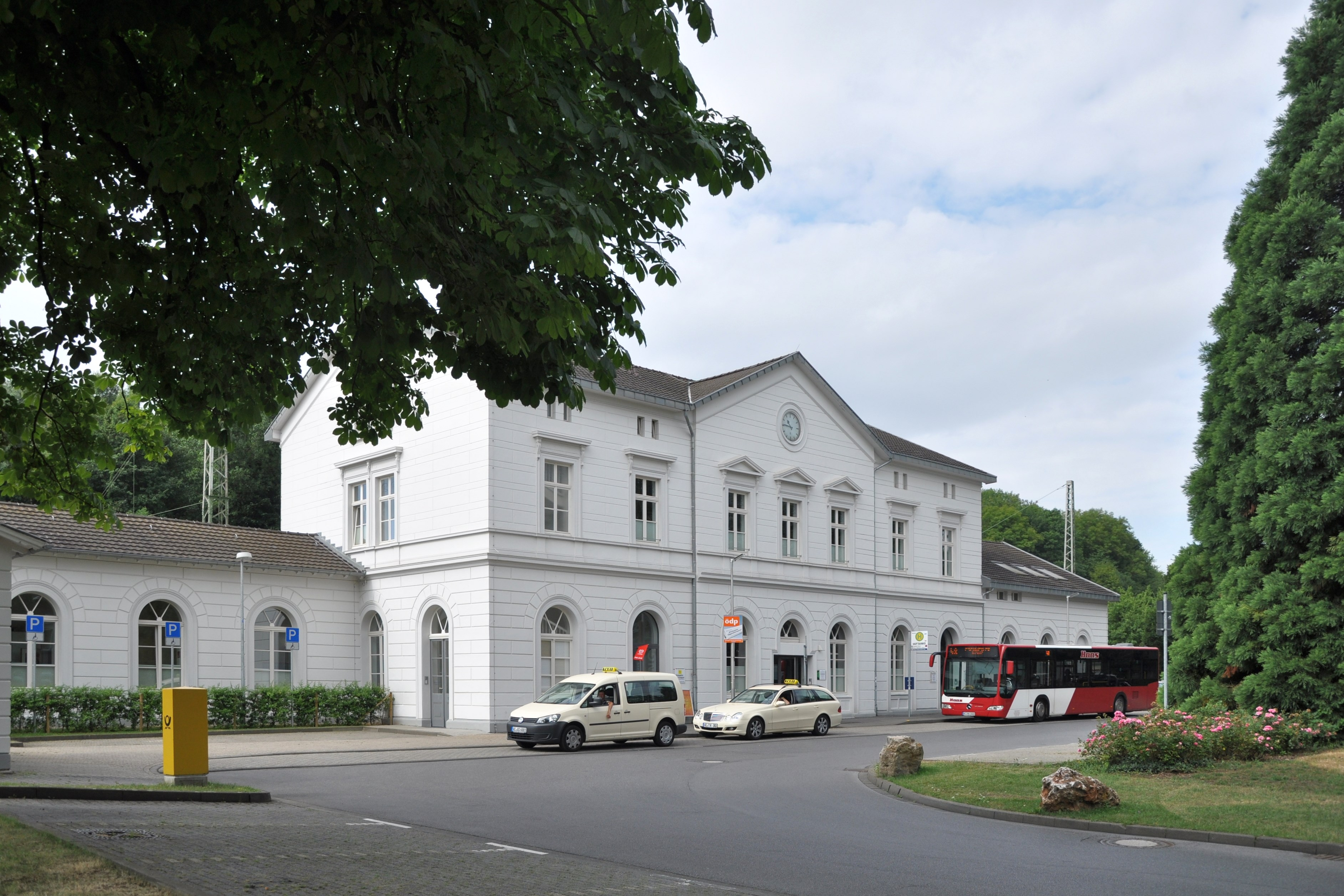
Eschweiler